# Eustala scutigera
Eustala scutigera là một loài nhện trong họ Araneidae.
Loài này thuộc chi Eustala. Eustala scutigera được Octavius Pickard-Cambridge miêu tả năm 1898.